# غيلبرت ويليام
غيلبرت ويليام (بالفرنسية: Gilbert Guillaume)‏ (و. 1930  م) هو قاضي، وسياسي، ودبلوماسي، وقانوني، وأستاذ جامعي فرنسي، ولد في بوا كُلومب، هو عضوٌ في أكاديمية العلوم الأخلاقية والسياسية الفرنسية.

## مناصب
تولى منصب رئيس ‏، محكمة العدل الدولية (7 فبراير 2000–6 فبراير 2003)
.

## التعليم
تعلم في المدرسة الوطنية للإدارة (1955–1957)
.

## جوائز
حصل على جوائز منها:
- وسام الصليب الأكبر لجوقة الشرف (13 يوليو 2016)[5]
- وسام جوقة الشرف من رتبة ضابط أكبر (19 يناير 2007)[6][7]
- وسام جوقة الشرف من رتبة قائد (2 مارس 2001)[8]
- نيشان الاستحقاق الزراعي من رتبة فارس
- فارس وسام الاستحقاق الوطني
- Knight of the Order of Maritime Merit ‏
- نيشان الفنون والآداب من رتبة قائد

## روابط خارجية
- غيلبرت ويليام على موقع مونزينجر (الألمانية)